# Podlokanj
Podlokanj (serbocroata cirílico: Подлокањ) es un pueblo de Serbia perteneciente al municipio de Novi Kneževac en el distrito de Banato del Norte de la provincia autónoma de Voivodina.
En 2011 tenía 144 habitantes, casi todos étnicamente serbios.
Aunque se conoce la existencia de una pequeña aldea aquí en documentos desde 1854, el pueblo actual fue desarrollado en la década de 1920 por el reino de los Serbios, Croatas y Eslovenos, como un asentamiento para voluntarios de la Primera Guerra Mundial. Desde su origen ha sido siempre un asentamiento agrícola, aunque es conocido por tener un museo de pintura y escultura contemporánea en su casa de cultura, así como una veintena de puentes artísticos sobre los arroyos.
Se ubica unos 10 km al este de Novi Kneževac, sobre la carretera 104 que lleva a Kikinda.